# Trofa, Segadães e Lamas do Vouga
Trofa, Segadães e Lamas do Vouga (oficialment: União das Freguesias de Trofa, Segadães e Lamas do Vouga) és una freguesia del municipi d’Àgueda, districte d’Aveiro, Portugal. El 2011 la població era de 4.630 habitants, en una superfície de 16,07 km². El Ponte do Cabeço do Vouga i la Igreja de Trofa es troben en aquesta freguesia.

## Història
El jaciment arqueològic de Cabeço do Vouga, de l’ edat del ferro, classificat com a Imóvel d’Interesse Público, es troba en aquesta freguesia.
La freguesia es va establir el 2013 en el marc de la reforma administrativa nacional d'aquell any, fusionant les freguesies de Trofa, Segadães i Lamas do Vouga.